# Yelawolf
Yelawolf, właściwie Michael Wayne Atha (ur. 30 grudnia 1979) – amerykański raper z Gadsden w stanie Alabama. Były członek wytwórni płytowej Shady Records, z którą był związany od stycznia 2011 do 2019. Yelawolf wypuścił swój niezależny debiutancki album studyjny Creekwater w 2005. Od 2005 do 2010 wypuścił również minialbum i cztery mixtape'y. Ostatni z nich, zatytułowana Trunk Muzik zgromadził silne poparcie dla rapera, dzięki czemu podpisał on kontrakt z Interscope Records, które wypuściło mixtape, jako Trunk Muzik 0-60 później w tym samym roku.
W marcu 2011, Yelawolf podpisał kontrakt z wytwórnią Eminema, Shady Records i wypuścił swój album, Radioactive 21 października 2011. Yelawolf wypuścił sequel swojego przełomowego mixtape'u Trunk Muzik, zatytułowany Trunk Muzik Returns 14 marca 2013. Jego trzeci album studyjny, Love Story, wydany został 21 kwietnia 2015. Czwarty longplay - "Trial by fire" ukazał się 27 października 2017 roku nakładem Shady Records. Piąty album, Trunk Muzik III, wydany 29 marca 2019, był ostatnim albumem wydanym przez wytwórnię Shady Records. Szósty album artysty, a zarazem pierwszy po opuszczeniu Shady Records, Ghetto Cowboy, ukazał się 1 listopada 2019.

## Dyskografia

### Albumy
- Creek Water (2005)
- Radioactive (2011)
- PsychoWhite (2012) feat. Travis Barker
- Love Story (2015)
- Trial by fire (2017)
- Trunk Muzik III (2019)
- Ghetto Cowboy (2019)
- Yelawolf Blacksheep (2021)
- Mile Zero (2021)
- Mud Mouth (2021)
- Sometimes Y (2022)

### Minialbumy
- Arena Rap (2008)
- Trunk Muzik 0-60 (2010)
- The Slumdon Bridge (2012) feat. Ed Sheeran
- Turquoise Tornado (2021)
- Slumafia (2021)

### Mixtape'y
- Ball of Flames: The Ballad of Slick Rick E. Bobby (2008)
- Stereo (2008)
- Trunk Muzik (2010)
- Heart of Dixie (2012)
- Trunk Muzik Returns (2013)

### Single
- "No Hands" (2011)
- "Honey Brown" (2014)
- "Daylight" (2016)
- "Row Your Boat" (2017)
- "Opie Taylor" (2019)
- "Everything" (2024)